# Grote trechterzwam
Grote trechterzwam (Infundibulicybe geotropa) is een plaatjeszwam. De paddenstoel komt vooral voor in loofbossen op rijke klei. De soort werd in 1792 beschreven door Bulliard en werd later door Harmaja in het geslacht Infundibulicybe geplaatst. 

## Uiterlijk
De paddenstoel is crèmekleurig of bleekgeel van kleur. De hoed kan 20 centimeter groot worden.  Naarmate de paddenstoel ouder wordt, verandert vorm van de hoed van bol met ingelegde randen naar meer trechtervormig. De steel is bolvormig en 10-20 centimeter hoog. De sporeekleur is wit en de geur zoetig.

## Verspreiding
In Europa komt de paddenstoel wijd verspreid voor, maar minder vaak in Noord-Amerika. In Nederland is de status zeldzaam. 

## Eetbaarheid
De paddenstoel is eetbaar, maar oude exemplaren verliezen hun smaak en het vlees wordt leerachtig. Vooral in Noord-Italië is deze paddenstoel een populair gerecht, waar het wordt geroosterd of gekookt. 

## Foto's

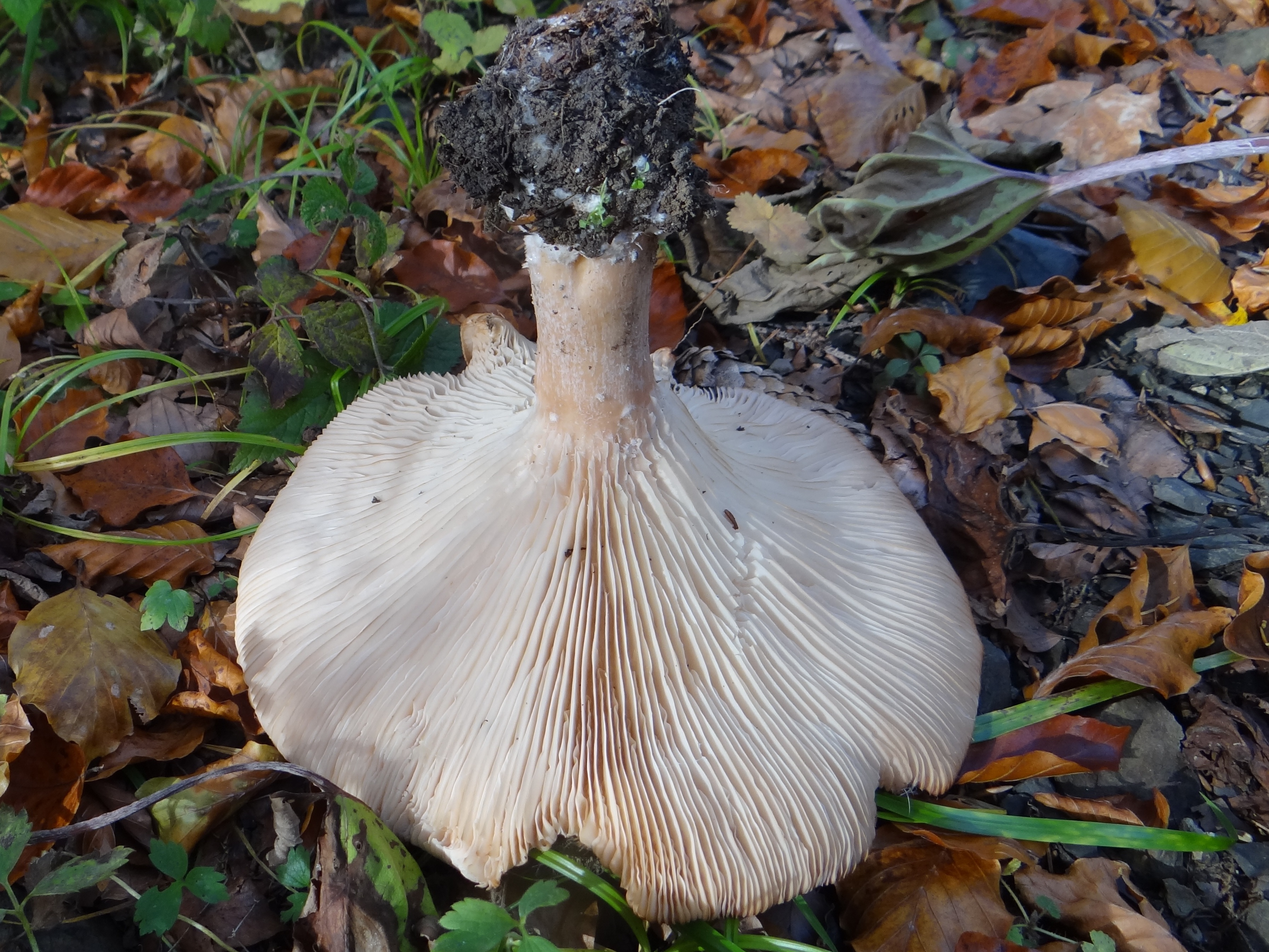
onderkant
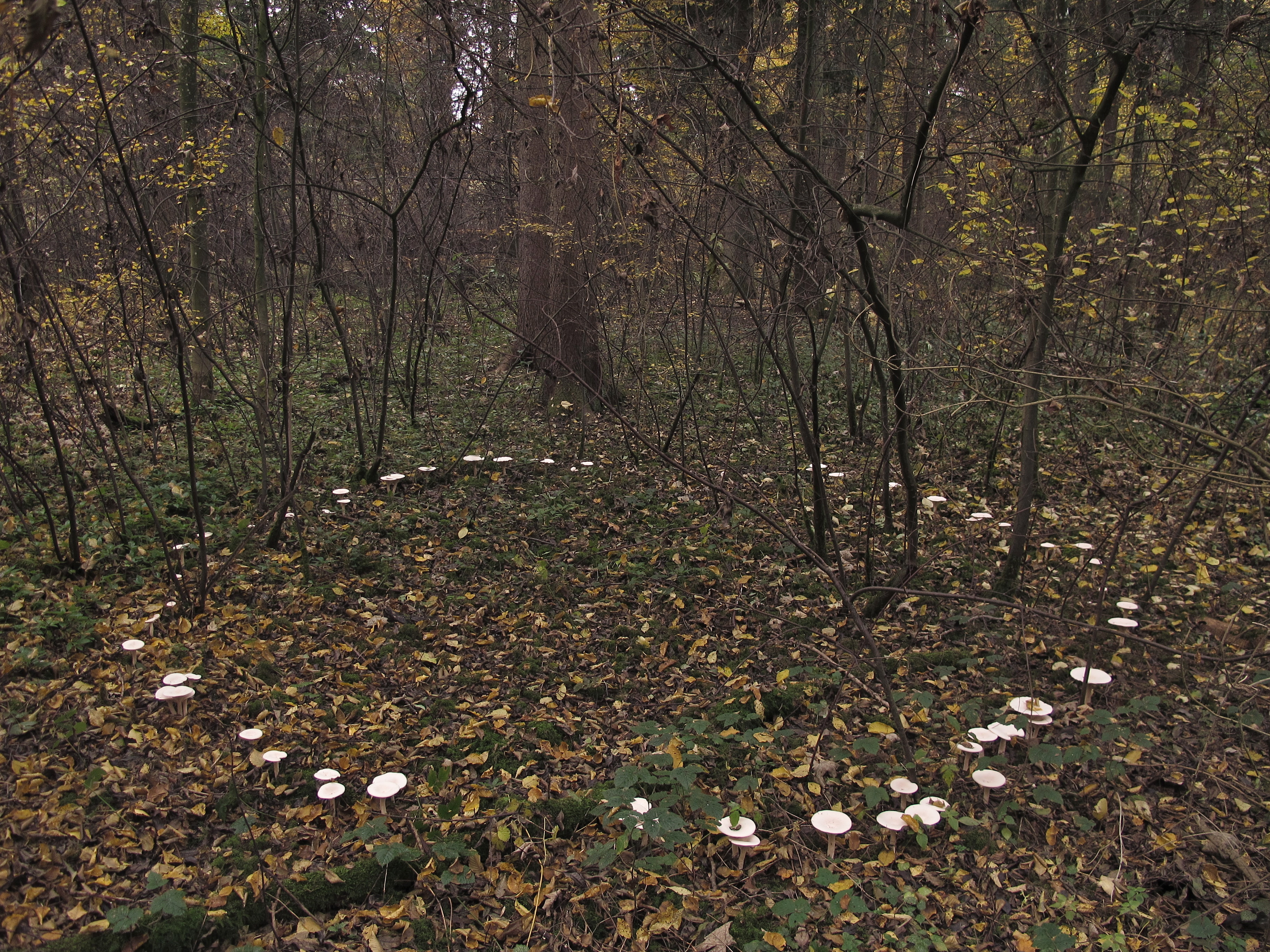
heksenkring
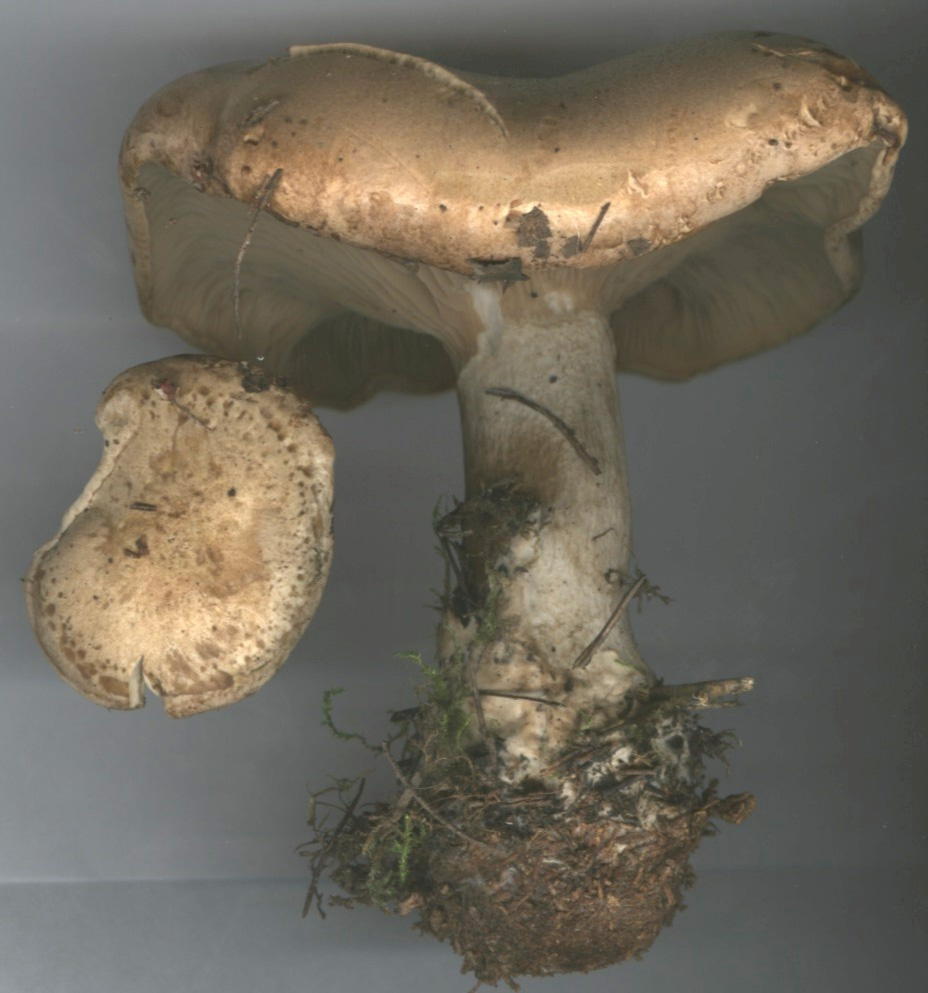
twee exemplaren tussen bladeren